# Calopteryx angustipennis
Calopteryx angustipennis е вид водно конче от семейство Calopterygidae. Видът не е застрашен от изчезване.

## Разпространение
Разпространен е в САЩ (Алабама, Вирджиния, Джорджия, Западна Вирджиния, Индиана, Кентъки, Ню Йорк, Охайо, Пенсилвания, Северна Каролина, Тенеси и Южна Каролина).